# Artefakt (diagnostyka medyczna)
Artefakt – w diagnostyce medycznej fragment obrazu nieodpowiadający żadnej strukturze anatomicznej. Może być skutkiem niedoskonałości technicznej aparatu diagnostycznego lub zakłócenia zewnętrznego. Np. w rentgenografii może to być cień na ekranie lub na filmie pochodzący od ozdoby u pacjenta.

Przeczytaj ostrzeżenie dotyczące informacji medycznych i pokrewnych zamieszczonych w Wikipedii.